# 콩코드 (비행기)

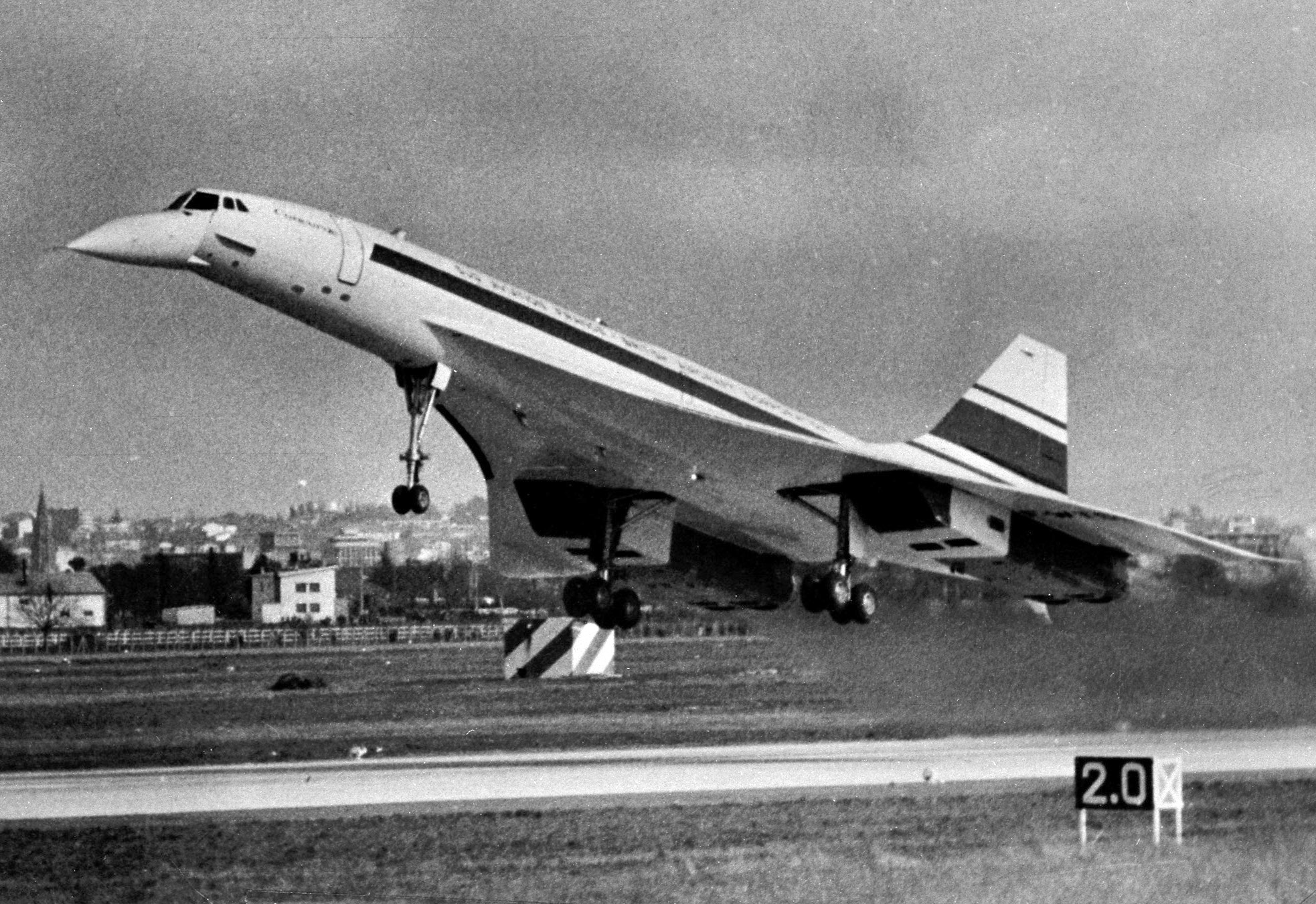
콩코드의 첫 비행 (1969년 3월 2일)

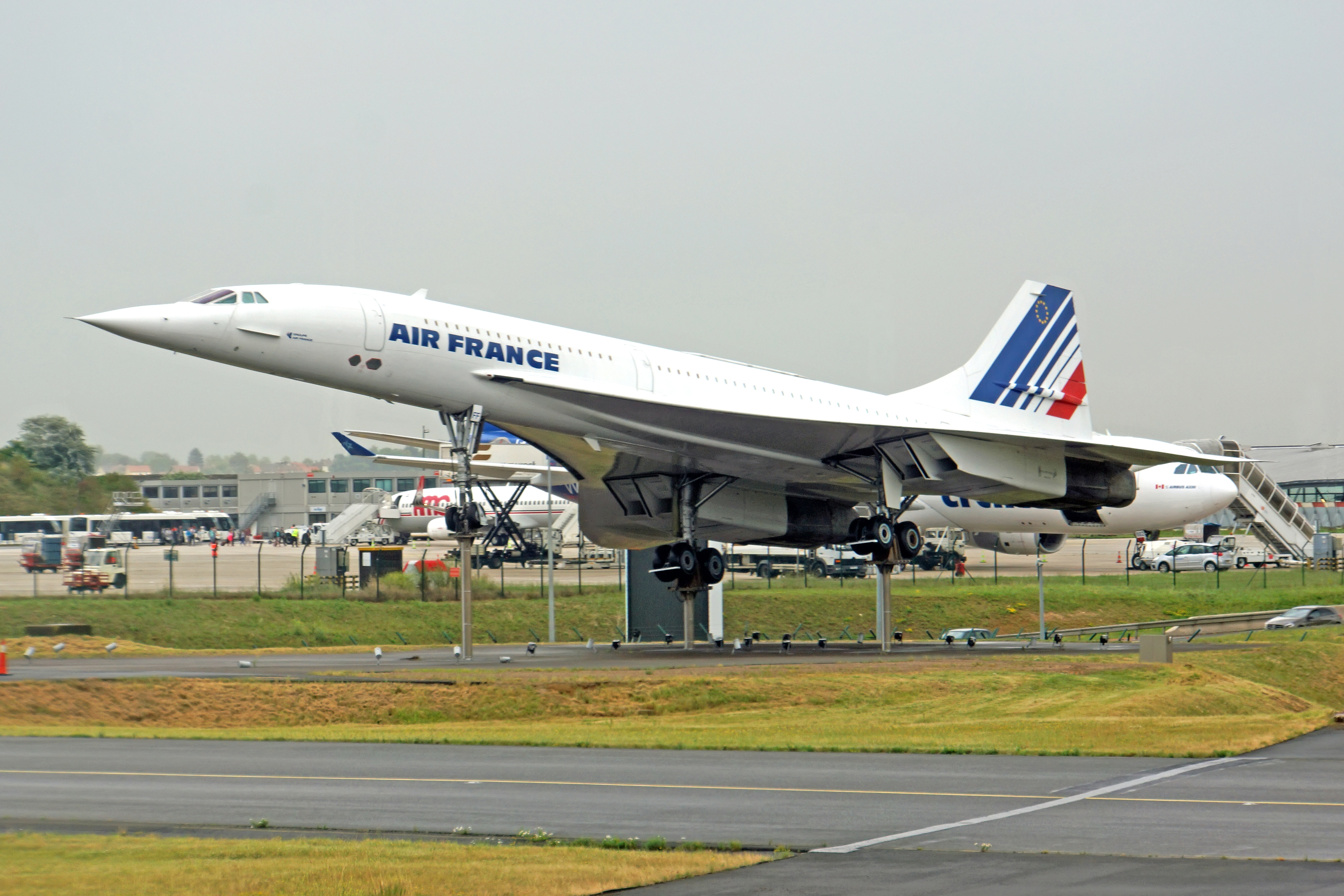
에어프랑스의 콩코드

콩코드(영어: Concorde)는 투폴레프 Tu-144와 함께 상업 운항을 했던 유이한 초음속 여객기이다. 1969년 첫 비행에 성공하고, 1976년 상업 비행을 시작해 27년간 운용되었다.
1976년 11월 9일 대한민국의 김포국제공항에 대한민국의 취항과 대한항공의 구매를 겨냥해서 홍보차 방문한 바가 있다. 그러나 2003년에 퇴역했다.

## 이전 보유 항공사
- 영국항공
- 에어프랑스

## 제원
정보의 출처: Wall Street Journal, The Concorde Story, The International Directory of Civil Aircraft, Richard Seamen aircraft museum
일반 특성
- 승무원: 3 명 (조종사 2명, 항공기관사 1명)
- 용량: 승객 92–120 명
- 길이: 202 ft 4 in (61.66 m)
- 날개폭: 84 ft 0 in (25.6 m)
- 높이: 40 ft 0 in (12.2 m))
- 날개면적: 3,856 ft2 (358.25 m2)
- 공허중량: 173,500 lb (78,700 kg)
- 유효탑재량: 245,000 lb (111,130 kg)
- 엔진: 4× 롤스로이스/스네크마 올림푸스 593 Mk 610 재연소 터보제트
  - 최대추력: 32,000 lbf (140 kN) 각각
  - 재연소시추력: 38,050 lbf (169 kN) 각각

성능
- 최대속도: 마하 2.04 (≈1,354 mph, 2,179 km/h, 1,176 knots)
- 순항속도: Mach 2.02 (≈1,340 mph, 2,158 km/h, 1,164 knots)
- 항속거리: 3,900 nmi (4,488.04 mi, 7,222.8 km)
- 상승한도: 60,000 ft (18,300 m)
- 상승률: 5,000 ft/min (25.41 m/s)
- 양항비: Low speed– 3.94, Approach– 4.35, 250 kn, 10,000 ft– 9.27, Mach 0.94– 11.47, Mach 2.04– 7.14
- 연료소비: 46.85 lb/mi (13.2 kg/km)
- 추력대중량비: 0.373

- 최대 열 차폐 온도: 260 °F (127 °C)

항공전자장비
- EKCO E390/564 레이다[5]